# Vie

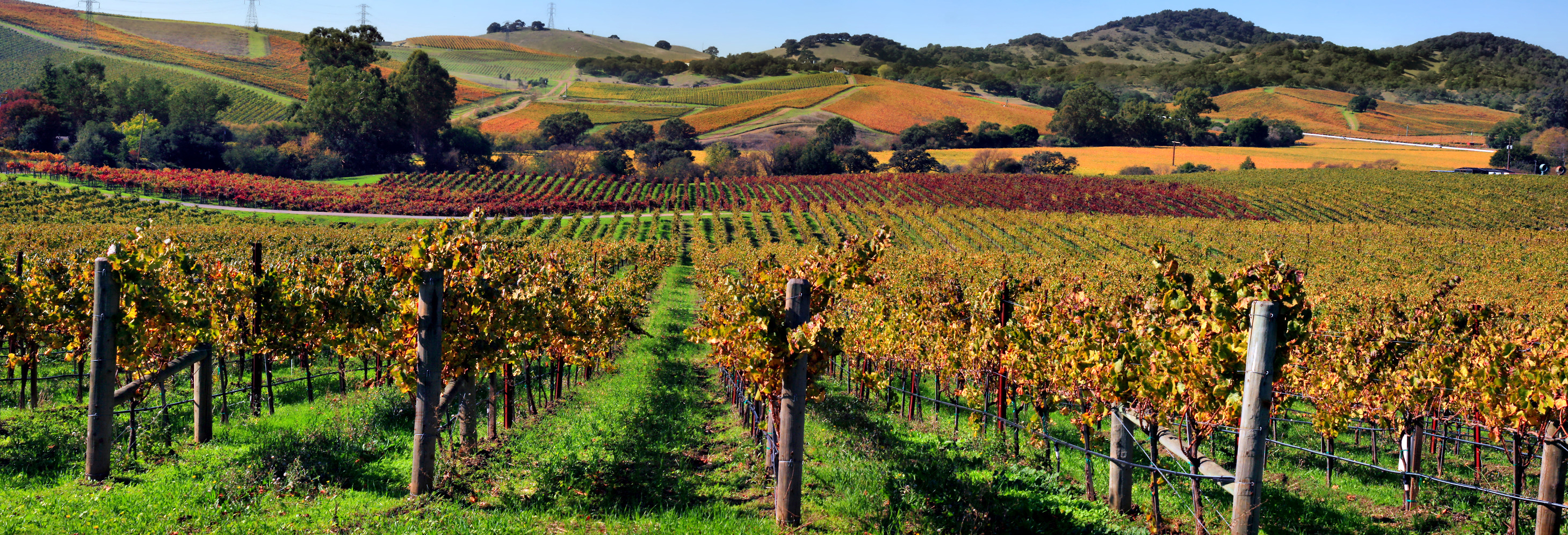
Vie în Napa Valley, California

Via este o plantație de viță de vie. Știința care se ocupă cu studiile teoretice și practice ale cultivării viței de vie se numește viticultură, care la rândul său este o ramură a horticulturii. Distanța medie dintre rândurile de vie este de 2 metri.
Viile se deosebesc după vârsta plantelor: vie tânără (până la 3 ani), vie intermediară, care începe a da roadă (4 ani) și vie de roadă (mai bătrână de 5 ani).
Cea mai veche vie (productivă) din lume, se află în regiunea orașului Maribor din Slovenia. Acolo se află o vie care are 400 de ani, fiind recunoscută ca cea mai veche vie, în 2004 a fost inclusă în Guinness World Records.